# 대한민국 민법 제453조
대한민국 민법 제453조는 채권자와의 계약에 의한 채무인수에 대한 민법 채권법 조문이다.

## 조문
제453조 (채권자와의 계약에 의한 채무인수)

① 제삼자는 채권자와의 계약으로 채무를 인수하여 채무자의 채무를 면하게 할 수 있다. 그러나 채무의 성질이 인수를 허용하지 아니하는 때에는 그러하지 아니하다.

② 이해관계 없는 제삼자는 채무자의 의사에 반하여 채무를 인수하지 못한다.

## 해설
채권법상 채무는 이전이 가능하다. 채무인수는 채무의 동일성을 유지하면서 채무가 종전의 채무자로부터 제3자에게 이전되는 것을 목적으로 하는 계약을 말하며 이런 채무인수는 면책적 채무인수와 병존적 채무인수로 분류된다.
일반적으로 채무인수계약서 등을 통해 채무인수가 이루어진다. 채무인수계약서에는 "`병`은 `갑`이 `을`에 대하여 가지고 있는 아래 채권에 대하여, `을`의 채무를 인수하여 이행할 것을 약속하며 `갑`은 이를 승낙한다."의 문구가 들어가게 된다.

## 같이 보기
- 이행인수
- 채무인수